# Atractus atlas
Atractus atlas — вид змій родини полозових (Colubridae). Ендемік Еквадору. Описаний у 2018 році.

## Поширення і екологія
Atractus atlas мешкають в Еквадорських Андах, на висоті від 1800 до 2100 м над рівнем моря. Голотип був зібраний в долині Ріо-Бланко, в кантоні Пакіша (кантон) в провінції Самора-Чинчипе на півдні країни, на висоті 1850 м над рівнем моря.